# Jacek Szewczyk
Jacek Szewczyk (ur. 9 maja 1966 w Garwolinie) – polski gitarzysta rockowy, występujący z grupą Papa D.
Jacek Szewczyk występował w zespole Beatris. Do zespołu Papa Dance trafił w 1986 roku, głównie dzięki namowom Waldemara Kuleczki. 
Po kilku latach opuścił grupę, w której zastąpił go Edmund Stasiak. W 2001 ponownie został członkiem Papa Dance.